# Ostre uszkodzenie nerek
Ostre uszkodzenie nerek (AKI), dawniej ostra niewydolność nerek (ARF) – stan nagłego pogorszenia funkcji nerek, definiowany według KDIGO 2012 jako:
- wzrost stężenia kreatyniny w surowicy o  ≥ 0,3 mg/dl (26,5 µmol/l) w czasie 48 godzin
- 1,5 wzrost stężenia kreatyniny w czasie 7 dni
- diureza utrzymująca się na poziomie <0,5 ml/kg/h przez co najmniej 6 godzin.

AKI charakteryzuje się zróżnicowaniem nasilenia objawów i zaburzeń- od czasowego, odwracalnego wzrostu wskaźników biologicznych dysfunkcji nerek, po ciężkie zaburzenia kliniczne oraz metaboliczne, które wymagają terapii nerkozastępczej (stan ten nazywany jest ostrą niewydolnością nerek).

## Epidemiologia
Roczna zachorowalność wynosi około 200 przypadków na 1 milion osób. Schorzenie występuje u 5% pacjentów, przebywających na oddziałach internistycznych, oraz 30%, przebywających na oddziałach intensywnej opieki.

## Etiologia i patogeneza

### Ostre uszkodzenie nerek przednerkowe
Przyczyny:
1. Stany hipowolemii: 
- krwotok
- utrata płynów drogą przewodu pokarmowego (wymioty, biegunka)
- utrata płynów przez nerki – stosowanie diuretyków, stan niedoczynności nadnerczy, diureza osmotyczna wykonywana w cukrzycy
- ucieczka płynów do trzeciej przestrzeni – występuje w ostrym zapaleniu trzustki, w zapaleniu otrzewnej, po oparzeniach, urazach, w przebiegu ciężkiej hipoalbuminemii

2. Zmniejszony rzut serca:
- choroby serca, w tym zastawek oraz osierdzia
- zaburzenia rytmu
- zatorowość płucna
- wentylacja płuc ciśnieniem o dodatnich wartościach

3. Zaburzenia napięcia naczyń:
- rozszerzenie naczyń w przebiegu sepsy, hipotensji polekowej, znieczulenie ogólne, hiperkalcemia, wpływ adrenaliny, noradrenaliny, cyklosporyny, amfoterycyny B lub takrolimusu
- zespół wątrobowo-nerkowy – marskość wątroby z wodobrzuszem

4. Hipoperfuzja nerek:
- niesteroidowe leki przeciwzapalne
- inhibitory konwertazy angiotensyny
- antagonisty receptora angiotensyny II

5. Stany wzmożonej lepkości krwi:
- szpiczak mnogi
- czerwienica prawdziwa
- makroglobulinemia Waldenströma

6. Niedrożność naczyń nerek:
- tętnic – miażdżyca, zakrzep, zator, tętniak rozwarstwiający, zapalenie naczyń
- żył – zakrzep, ucisk mechaniczny

Odruchowa stymulacja układu współczulnego doprowadza do skurczu tętnicy doprowadzającej. Skutkiem tego jest zmniejszenie ilości dopływającej krwi do kłębuszka nerkowego oraz zmniejszone przesączanie. Spadek rzutu serca o 15-20% może spowodować niższy nawet o 50% przepływ krwi przez naczynia nerkowe, na skutek skurczu naczyń. Zwiększa się resorpcja zwrotna sodu oraz wody. Stan ten cechuje się niewielką ilością wydalanego moczu o znacznej gęstości, a także podwyższonym stężeniem kreatyniny oraz mocznika.

### Ostre uszkodzenie nerek miąższowe (nerkowe)
Przyczyny:
1. Choroby naczyń wewnątrznerkowych oraz kłębuszków nerkowych:
- kłębuszkowe zapalenie nerek
- zapalenia naczyń
- zespół hemolityczno-mocznicowy
- zakrzepowa plamica małopłytkowa
- zatorowość o podłożu cholesterolowym
- zespół rozsianego wykrzepiania wewnątrznaczyniowego
- stan przedrzucawkowy
- rzucawka
- nadciśnienie tętnicze
- toczeń rumieniowaty
- twardzina układowa

2. Uszkodzenie cewek:
- przewlekłe przednerkowe uszkodzenie nerek
- toksyny - pochodzenia endogennego: mioglobina, hemoglobina
- toksyny - pochodzenia egzogennego: środki cieniujące, antybiotyki, cyklosporyna, NLPZ

3. Zapalenie nerek cewkowo-śródmiąższowe:
- alergia - antybiotyki, NLPZ, diuretyki, kaptopryl
- zakaźne - etiologia bakteryjna lub grzybicza
- nacieki z mas nowotworowych
- choroby ziarniniakowe
- idiopatyczne

4. Krystalizacja:
- kwas moczowy
- kwas szczawiowy
- metotreksat
- acyklowir

5. Inne przyczyny:
- martwica kory nerek
- nefropatia po zastosowaniu ziół
- nefropatia po stosowaniu warfaryny
- brak jednej nerki
- odrzucenie przeszczepu

Efekt uszkodzenia cewek to upośledzenie resorpcji sodu. Podwyższone stężenie jest rozpoznawane przez plamkę gęstą. Następuje sprzężenie cewkowo-kłębuszkowe, co prowadzi do skurczu tętniczek oraz do spadku filtracji kłębuszkowej. Nie zawsze występuje martwica a zmiany histopatologiczne nie oddają ciężkości przebiegu uszkodzenia.

### Ostre uszkodzenie nerek zanerkowe
Przyczyny:
1. Niedrożność moczowodów:
- zatkanie - złogi w przebiegu kamicy, skrzepy
- ucisk mechaniczny z zewnątrz - uciskający guz nowotworowy, włóknienie
- przerwanie ciągłości moczowodu - najczęściej podczas zabiegów chirurgicznych

2. Schorzenia pęcherza moczowego:
- pęcherz neurogenny
- zatkanie – masy nowotworowe, skrzepy krwi

3. Choroby prostaty:
- hiperplazja prostaty
- rak prostaty

4. Choroby cewki moczowej:
- zatkanie
- uraz mechaniczny

### Patogeneza ostrego uszkodzenia nerek
Czynniki nefrotoksyczne są odpowiedzialne za pierwotne uszkodzenie cewek oraz złuszczanie się ich komórek, które następnie mogą zatykać światło cewki. Cewki te są bardzo podatne na uszkodzenia o różnej etiologii z racji dużego zapotrzebowania na tlen części nefronu. Do innych mechanizmów uszkodzeń należą: obkurczenie komórek mezangialnych, naciek z komórek zapalnych, krzepnięcie krwi wewnątrz struktur nerkowych jak również mechaniczne zatkanie cewek.

## Przebieg kliniczny
Objawy towarzyszące ostremu uszkodzeniu nerek możemy podzielić na dwie grupy: ogólne, do których zalicza się osłabienie, nudności, wymioty oraz utratę łaknienia, a także na te, związane ze zmniejszeniem objętości wydalanego moczu. W około połowie przypadków występuje skąpomocz, któremu towarzyszy wzrost kreatyniny oraz mocznika. Może wystąpić również bezmocz. Ilość wydalanego moczu jest w małym stopniu skorelowana ze wskaźnikiem filtracji kłębuszkowej. Głównie zależy od objętości wchłanianego przesączu. Ostra niewydolność nerki o etiologii nerkowej może przebiegać z prawidłową lub zwiększoną ilością oddawanego moczu.
Ostre uszkodzenie nerek można podzielić na cztery etapy:
- okres wstępny - czas, od wystąpienia czynnika uszkadzającego do uszkodzenia struktur nerkowych. Długość jest zależna od przyczyny. Zwykle od kilku do kilkunastu godzin, jednak w przypadku działania substancji nefrotoksycznych może się skracać nawet do kilku minut.
- okres skąpomoczu/bezmoczu - występuje w połowie przypadków. Czas trwania to zazwyczaj około 10-14 dni. Obserwuje się wzrost kreatyninemii. W nerkowym uszkodzeniu dzienne przyrost może wynosić 05,-1,0 mg/dl. W przednerkowym AKI wzrosty te są mniejsze. Podwyższanie kreatyninemii > 2 mg/dl w ciągu doby wskazuje na sepsę lub zespół zmiażdżenia. Towarzyszą temu kwasica oraz hiperkaliemia.
- okres wielomoczu - po okresie zmniejszonego wydalania moczu, w krótkim czasie ilość ta zwiększa się. Czas tego okresu jest zależny od czasu trwania poprzedniego (może trwać nawet do kilku tygodni). Dochodzi do odwodnienia i utraty elektrolitów, głównie potasu.
- okres zdrowienia - czas, w którym funkcje nerek powracają do normy. Trwa do kilku miesięcy, a w niektórych przypadkach przechodzi w przewlekłą postać choroby.

## Diagnostyka

### Badanie krwi
- wzrost stężenia kreatyniny oraz mocznika - tempo wzrostu jest zależna od zaawansowania uszkodzenia i od szybkości wytwarzania tych metabolitów, która jest zwiększona w katabolizmie.
- stężenie potasu - hiperkaliemię obserwuje się zazwyczaj gdy diureza jest zmniejszona. W przypadkach, kiedy osiąga stężenie powyżej 6,5 mmol/l zagraża życiu.
- hipokalcemia - może występować w zespole zmiażdżenia
- hiperfosfatemia - może występować, podobnie jak hipokalcemia, w zespole zmiażdżenia
- hiperkalcemia - występuje w przebiegu uszkodzenia nerek z współistniejącym nowotworem
- hiperurykemia - występuje często przy dnie moczanowej oraz w zespole rozpadu nowotworu
- wzrost aktywności kinazy kreatynowej i wzrost stężenia mioglobiny - występuje w zespole zmiażdżenia i podczas procesu rozpadu mięśni szkieletowych
- gazometria - obecne są wykładniki kwasicy metabolicznej
- niedokrwistość - charakterystyczna dla przewlekłej choroby nerek, wskazuje na utratę krwi lub na proces hemolizy
- małopłytkowość - obecna przy zespole hemolityczno-mocznicowym, plamicy małopłytkowej i w zespole rozsianego wykrzepiania wewnątrznaczyniowego

### Badanie moczu
- gęstość moczu w AKI przednerkowym osiąga wartości powyżej 1,025 g/ml, w uszkodzeniu nerek nerkowym występuje izostenuria
- białkomocz - szczególnie nasilony w przypadku zapalenia nerek
- obecność składników osadu moczu: komórki cewek, wałeczki ziarniste, brunatne wałeczki, erytrocyty, wałeczki erytrocytarne, eozynofilia (również w krwi), leukocyturia.
- stężenie sodu (mierzy się zawsze przed podaniem furosemidu):

1. < 20 mmol/l - wskazuje na etiologię przednerkową
2. > 40 mmol/l - wskazuje na etiologię nerkową
Stężenie jest zależne od ilości wydalanej z moczem wody. Mniejsza reabsorpcja w AKI pochodzenia nerkowego powoduje rozcieńczenie pierwiastka w moczu i w konsekwencji może błędnie wskazywać na AKI przednerkowe. Najlepszą oceną stężenia sodu jest wydalanie frakcyjne przesączonego sodu - frakcja filtracyjna sodu.
- wskaźniki biologiczne - lipokalina neutrofilowa z żelatynazyną, interleukina 18, cząsteczka uszkodzenia nerek KIM-1, białko Klotho (jego stężenie w przeciwieństwie do pozostałych przy AKI zmniejsza się)

### Inne badania
- EKG - charakterystyczne cechy zaburzeń w gospodarce elektrolitowej
- USG nerek - nerki są zazwyczaj powiększone
- zdjęcie rentgenowskie klatki piersiowej - może uwidocznić zastój w krążeniu małym, płyn w opłucnej
- biopsja nerek - nie wykonywana rutynowo, tylko w szczególnych sytuacjach, gdy diagnoza nie jest pewna lub w przypadku podejrzenia m.in. kłębuszkowego zapalenia nerek. Wskazaniem jest intensywny białkomocz lub krwinkomocz z obecnością nieprawidłowych struktur.

## Leczenie

### Ogólne zalecenia leczenia
- podstawowym działaniem jest usunięcie przyczyn ostrego uszkodzenia nerek oraz czynników pogarszających funkcjonowanie tych narządów
- kontrolowanie bilansu płynów poprzez diurezę i podaż płynów oraz ważenie pacjenta (jednak masa ciała nie jest wyznacznikiem stopnia u\nawodnienia chorego)
- dostosowanie odpowiednich dawek leków do wartości wskaźnika filtracji kłębuszkowej

### Leczenie przednerkowego AKI
- likwidacja hipowolemii - polega na przetaczaniu roztworów krystaloidów celem zwiększenia objętości wewnątrznaczyniowej (stosowany tylko u osób bez wstrząsu krwotocznego). Zapobiega przejściu przednerkowego uszkodzenia w nerkowe i normalizuje czynność nerek w 1-3 dni.
- leczenie wstrząsu oraz ewentualnej niewydolności serca.
- zapobieganie krwotokom z przewodu pokarmowego
- korygowanie hiperkaliemii, niedokrwistości, hiperfosfatemii, kwasicy
- dieta

### Leczenie nerkowego AKI
- U przewodnionych pacjentów zastosowanie leku moczopędnego, najczęściej furosemid, zmniejszenie podaży wody oraz soli. Jeżeli po zastosowaniu pierwszego diuretyka nie uzyskuje się diurezy nie podaje się kolejnego. Zalecana jest wówczas hemofiltracja albo dializa.
- Dopaminę podaje się jedynie w przypadku hipotensji opornej na uzupełnianie płynami.
- kontrolowanie ciśnienia
- korygowanie hiperkaliemii, hiperfosfatemii oraz kwasicy metabolicznej
- podawanie koncentratu krwinek czerwonych, jeśli wystąpiła niedokrwistość. Nie stosuje się erytropoetyny z powodu częstego występowania oporności.
- zapobieganie krwotokom z przewodu pokarmowego
- w przypadku skazy krwotocznej podaje się desmopresynę i krioprecypitat

### Leczenie zanerkowego AKI
- usunięcie przeszkody, która blokuje odpływ moczu
- uzupełnianie wody oraz elektrolitów w czasie wielomoczu

### Leczenie nerkozastępcze
Głównym celem jest przejęcie czynności nerek na czas ich niewydolności i samoistnej regeneracji. Terapię należy zacząć zanim pojawią się powikłania AKI. Wskazaniami do rozpoczęcia są stany zagrażające życiu, takie jak:
- przewodnienie i obrzęk płuc
- encefalopatia mocznicowa
- zapalenie osierdzia o etiologii mocznicowej
- skaza krwotoczna
- oporna na leczenie hiperkaliemia, hiponatremia, hipernatremia i kwasica

Stosowane metody:
- przerywana hemodializa
- dializa otrzewnowa
- techniki ciągłego oczyszczania krwi – hemofiltracja (ciągła hemofiltracja tętniczo-żylna oraz żylno-żylna), hemodiafiltracja (połączenie dializy i hemofiltracji)
- metody hybrydowe (połączenie technik ciągłych i przerywanych)
- dializa albuminowa

## Powikłania ostrego uszkodzenia nerek
- nadciśnienie tętnicze
- niewydolność serca
- arytmie
- senność lub pobudzenie
- drgawki, drżenie mięśniowe
- splątanie
- zapalenie błony śluzowej w żołądku i dwunastnicy, owrzodzenia
- krwawienia
- niedrożność porażenna jelit
- niedokrwistość normobarwliwa
- małopłytkowość
- obrzęk płuc
- zakażenia
- przejście do przewlekłej niewydolności nerek

## Rokowanie
Około połowa przypadków ostrej niewydolności nerek kończy się zgonem. W grupie ryzyka są osoby starsze, z niewydolnością oddechową lub niewydolnością serca. W niewydolności wielonarządowej śmiertelność wynosi ponad 80%. Najwięcej zgonów ma miejsce w fazie skąpomoczu. Prawie 50% pacjentów, którzy przeżyli AKI, ma upośledzoną sprawność nerek a 5% wymaga przewlekłych dializoterapii.

## Profilaktyka
- ostrożne stosowanie substancji nefrotoksycznych
- kontrola diurezy i regularne badania u osób o podwyższonym ryzyku
- wczesne leczenie chorób prowadzących do zmniejszenia objętości krwi krążącej
- w czasie chemioterapii stosowanie allopurynolu oraz rasburykazy celem uniknięcia krystalizacji moczu w cewkach nerkowych

## Klasyfikacja ICD10
| kod ICD10     | nazwa choroby                                           |
| ------------- | ------------------------------------------------------- |
| ICD-10: N17   | Ostre uszkodzenie nerek                                 |
| ICD-10: N17.0 | Ostra niewydolność nerek z martwicą cewek               |
| ICD-10: N17.1 | Ostra niewydolność nerek z ostrą martwicą kory nerek    |
| ICD-10: N17.2 | Ostra niewydolność nerek z martwicą w części rdzeniowej |
| ICD-10: N17.8 | Inna ostra niewydolność nerek                           |
| ICD-10: N17.9 | Ostra niewydolność nerek, nieokreślona                  |